# Adrian Nalați
Adrian Nalați (Bistrița, 21 maggio 1983) è un ex calciatore rumeno, di ruolo centrocampista.